# ميف++
ميف++(بالفرنسية: ++MEF)‏ هو برنامج للمحاكاة الرقمية (المحاكاة بالحاسوب) يستعمل طريقة العناصر المنتهية (finite element method) تمت برمجته بواسطة لغة سي++ (++C)، من إنتاج مجموعة البحث العلمي متعددة التخصصات في العناصر المنتهية (GIREF) التابعة لجامعة لافال (Université Laval). ميف++ هو برنامج شامل يمكنه حل مشاكل مختلفة، من ضمن تخصصاته حل المشاكل الفيزيائية المتعددة ذات الأحجام الكبيرة. ميف++ يستعمل مكتبة بيتسي (PETSc) من أجل حل انظمة المصفوفات، ويستعمل كذلك واجهة تمرير الرسائل (MPI) من أجل الحوسبة المتوازية (parallel computing).

## تاريخ ميف ++
في سنة 1995 تشكلت مجموعة (GIREF) من عدة باحثين من مختلف التخصصات (الهندسة، الميكانيك، الكيمياء والرياضيات...) من أجل توفير برنامج وحيد ومتكامل لنمذجة ومحاكاة جميع المشاكل بواسطة طريقة العناصر المنتهية في مختلف الميادين المقترحة من طرف الباحثين. بدأت هذه المجموعة العمل رسميا سنة 1996 على تطوير المنهجيات والخوارزميات ضمن نطاق أبحاث المجموعة. منذ سنة 2006  يتم تمويل هذا العمل من طرف هيئة البحث في العلوم الطبيعية والهندسة في كندا (CRSNG) وكذلك من قبل شركاء صناعيين: ميشلان منذ 2006, هيدرو-كيبك (Hydro-Québec) و بودي كاد (Bodycad) منذ 2017.

## وظائف البرنامج
ميف++ هو برنامج شامل يستعمل العناصر المنتهية والحساب المتوازي يعتمد على PETSc (الذي يشمل حلالات تكرارية و حلالات مباشرة مثل MUMPS ,SuperLU,و PARDISO ), PARMETIS, PISCOTCH ,TAO والمعيار MPI. ميف++ يوفر خاصية تكييف التقسيمات الغير المنتظمة (adaptive mesh refinement)

 وحل المعادلات أحادية البعد، وثنائية و ثلاثية الأبعاد الثابتة أو المرتبطة بالزمن. وكذلك يتيح التحكم بمساحة الاحتكاك القابلة للتغير، العلاقات التفاعلية للسوائل والأجسام الصلبة وكذلك تحسين الأشكال والحساب أثناءالتشوهات الكبيرة و حسابات التلف
.
ضمان جودة البرنامج تعتبر وحدة مهمة في تطوير البرنامج. التحويل البرمجي (compilation) يتم ليلاً على أكثر من 15 منصة مختلفة، بالإضافة إلى وجود أكثر من 2700  تقييم  للتأكد من عدم التراجع.